# Жегин, Лев Фёдорович
Лев Фёдорович Же́гин (до 1915 года — Лев Фра́нцевич Ше́хтель; 20 ноября [2 декабря] 1892, Москва — 1 октября 1969, Москва) — русский живописец и теоретик искусства, один из создателей группы «Маковец».

## Биография
Родился в семье архитектора Фёдора Шехтеля. После начала Первой мировой войны, в период возникших в обществе антинемецких настроений, взял фамилию матери и, вслед за отцом, крестившимся в тот год в православие и принявшим имя Фёдор, изменил отчество на Фёдорович. Учился на отделении живописи Московского училища живописи, ваяния и зодчества. В юности близко дружил с В. В. Маяковским, который всё лето 1913 года прожил на даче Шехтелей в Кунцеве. Другой друг Жегина, В. Чекрыгин, некоторое время постоянно жил в семье Шехтелей.
Первая поэтическая книга В. В. Маяковского «Я» в 1913 году была иллюстрирована Львом Жегиным (совместно с В. Н. Чекрыгиным).
После расформирования объединения «Маковец» основал группу «Путь живописи», действовавшую в 1926—1930 годах. В общении с художниками объединения «Маковец», изучая основы психологии зрительного восприятия, историю западноевропейского искусства и особенности древнерусской иконописи и фрески, Жегин разработал собственную теорию обратной перспективы и других закономерностей конструкции и композиции в живописи. Его труд был опубликован спустя годы после смерти автора в книге «Язык живописного произведения» с предисловием Б. А. Успенского (1970).
Учениками Л. Ф. Жегина являются В. А. Коротеев, С. И. Гриб, Г. В. Костюхин, В. А. Дмитриев, В. И. Губин, В. Г. Карабут и другие.
Художник скончался в 1969 году. Похоронен на Преображенском кладбище.

### Семья
- Отец — Фёдор Осипович Шехтель (1859—1926) — русский и советский архитектор, живописец, график, сценограф и общественный деятель, один из наиболее ярких представителей стиля модерн в русском и европейском зодчестве.
- Мать — Жегина Наталья Тимофеевна Жегина (1861—1938), дочь купца 1-й гильдии, мецената, меценат, потомственного Почетного гражданина города Саратова Тимофея Ефимовича Жегина и Екатерины Францевны, урожд. Шехтель. Дядя Льва Федоровича (брат матери) — Николай Тимофеевич Жегин (1873–1937), деятель русского и советского музыкального искусства, хранитель, а затем директор Дома-музея П. И. Чайковского в Kлину.
- Сестра — Вера (в замужестве Тонкова, 1896—1958) — художник-оформитель. В 1918 году вышла замуж за архитектора Генриха (Израиля-Герша) Давидовича Гиршенберга (1885–1955)[3], уроженца Лодзи, брата художников Самуила и Льва Гиршенбергов[пол.] . Во втором браке замужем за Сергеем Васильевичем Тонковым. Племянник — артист эстрады Вадим Тонков.
- С середины 1920-х до 1930-х был женат на своей ученице Татьяне Александровой («Землеройке»).
- Жена — Варвара Тихоновна Зонова-Жегина (1899—1983)
- Сын — Иван, погиб в 1961 году[3].